# Тугайлы
Тугайлы (баш. Тугайлы — прил. с заливным лугом, имеющий заливной луг) — упраздненный населённый пункт (первоначально посёлок, позже — деревня) Мелеузовского сельсовета Мелеузовского района Республики Башкортостан (Россия). Теперь микрорайон Тугайлы города Мелеуза. Устаревший почтовый индекс — 453310, сейчас — 453853.

## История
Образован в 1983 году (Постановление Президиума ВС Башкирской АССР от 20.10.1983 N 6-3/104 «О регистрации вновь возникшего населенного пункта на территории Мелеузовского сельсовета Мелеузовского района»). Президиум Верховного Совета Башкирской АССР постановил зарегистрировать вновь возникший поселок на территории Мелеузовского сельсовета Мелеузовского района и присвоить ему наименование Тугайлы.
В 1997 году включен в состав города Мелеуза
В 2000 году населённый пункт ещё считался на государственном уровне частью Мелеузовского района (Распоряжение Кабинета Министров РБ от 20.06.2000 N 594-р «О передаче в государственную собственность Республики Башкортостан газопровода и газорегуляторного пункта, построенного для подачи природного газа в населенные пункты Тугайлы, Каран, Кузьминское, Тамьян и Ташлыкуль Мелеузовского района Республики Башкортостан»)

## География
Уличная сеть
В посёлке была одна улица — улица Валиди, в 1996 году на территории бывшего поселка Тугайлы появились улицы народного поэта Башкортостана Баязита Бикбая, татаро-башкирского и казахского просветителя XIX века Акмуллы, организатора башкирского движения за автономию, ученого-тюрколога Ахметзаки Валиди, классика русской литературы Сергея Аксакова.
В 2008 году Решением Совета муниципального района Мелеузовского района Республики Башкортостан от 5 декабря 2008 г. N 30 «О наименовании вновь образовавшихся улиц» в микрорайоне индивидуальной жилой застройки Тугайлы-4 вновь образовавшимся улицам присвоены следующие наименования: улица Аминева, улица Банникова, улица Немчинова, улица Утягулова.

## Транспорт
Подъезд к федеральной автомагистрали Р240 Уфа — Оренбург. На нём автобусная остановка Тугайлы.
В 2022 году в тестовом режиме запущен маршрут городского автобуса по улице Булякова. Рейсы осуществляются утром и вечером.
Автодорога Тугайлы — Рассвет (а/б, пр.)